# Colpo di Stato in Grecia del 10 ottobre 1935
Il colpo di stato del 10 ottobre 1935 in Grecia fu una rivolta militare organizzata dal generale Georgios Kondylis per rovesciare la Seconda Repubblica ellenica e ripristinare la monarchia del paese.

## Storia
Organizzato dal generale Geórgios Kondylis, dai tenenti generali Alexandros Papagos e G. Reppas, nonché dall'economista D. Economou, ebbe luogo il 10 ottobre 1935, dopo il fallimento del colpo di stato repubblicano del marzo dello stesso anno.
Questa nuova rivolta costrinse il Primo ministro, Panagīs Tsaldarīs, così come il Presidente della Repubblica, Alexandros Zaimīs, a dimettersi, mentre il Parlamento ellenico fu costretto ad approvare il ripristino della Costituzione del 1911 e nominare Kondilis come reggente.

## Conseguenze
In seguito agli eventi si organizzò un referendum per confermare la restaurazione della monarchia che si tenne il 3 novembre. L'opzione monarchica ottenne un consenso schiacciante, sebbene i voti fossero fraudolenti. Re Giorgio II tornò ad Atene il 25 novembre. Successivamente, il sovrano nominò Konstantinos Demertzís presidente del nuovo governo. Kondýlis, rassegnatosi di fronte all'atteggiamento del re che considerava moderato, morì poco dopo.